# آپونویر
آپونویر (به فرانسوی: Appenwihr) یک کمون در فرانسه است که در canton of Neuf-Brisach واقع شده‌است. آپونویر ۷٫۷۲ کیلومتر مربع مساحت دارد ۱۹۲ متر بالاتر از سطح دریا واقع شده‌است.